# جرالد (ایلینوی)
جرالد (به انگلیسی: Gerald) یک منطقهٔ مسکونی در ایالات متحده آمریکا است که در شهرستان شمپین، ایلینوی واقع شده‌است. جرالد ۲۲۳٫۱۲ متر بالاتر از سطح دریا واقع شده‌است.